# Prionolabis
Prionolabis är ett släkte av tvåvingar. Prionolabis ingår i familjen småharkrankar.

## Dottertaxa tillPrionolabis, i alfabetisk ordning[1]
- Prionolabis acanthophora
- Prionolabis acutistylus
- Prionolabis antennata
- Prionolabis astans
- Prionolabis atrofemorata
- Prionolabis auribasis
- Prionolabis barberi
- Prionolabis boharti
- Prionolabis carbonis
- Prionolabis clavaria
- Prionolabis cognata
- Prionolabis coracina
- Prionolabis cressoni
- Prionolabis dis
- Prionolabis extensa
- Prionolabis fletcheri
- Prionolabis fokiensis
- Prionolabis freeborni
- Prionolabis gruiformis
- Prionolabis habrosyne
- Prionolabis harukonis
- Prionolabis hepatica
- Prionolabis hospes
- Prionolabis imanishii
- Prionolabis indistincta
- Prionolabis inermis
- Prionolabis inopis
- Prionolabis isis
- Prionolabis iyoensis
- Prionolabis kingdonwardi
- Prionolabis kunimiana
- Prionolabis lictor
- Prionolabis liponeura
- Prionolabis lipophleps
- Prionolabis longeantennata
- Prionolabis luteibasalis
- Prionolabis magdalena
- Prionolabis majorina
- Prionolabis mecocera
- Prionolabis mendli
- Prionolabis munda
- Prionolabis mundoides
- Prionolabis neomunda
- Prionolabis nigrilunae
- Prionolabis nigronitida
- Prionolabis odai
- Prionolabis oregonensis
- Prionolabis oritropha
- Prionolabis paramunda
- Prionolabis pilosula
- Prionolabis poliochroa
- Prionolabis politissima
- Prionolabis recurvans
- Prionolabis rudimentis
- Prionolabis rufibasis
- Prionolabis rufipennis
- Prionolabis scaria
- Prionolabis schmidi
- Prionolabis sequoiarum
- Prionolabis serridentata
- Prionolabis shikokuana
- Prionolabis simplex
- Prionolabis sounkyana
- Prionolabis subcognata
- Prionolabis submunda
- Prionolabis terebrans
- Prionolabis uncinata
- Prionolabis walleyi
- Prionolabis vancouverensis
- Prionolabis yamamotana
- Prionolabis yankovskyana